# Saho (peuple)
Pour les articles homonymes, voir Saho.
Les Saho sont des habitants d'Afrique de l'Est vivant principalement en Érythrée et dans le Nord de l'Éthiopie, dans la région du Tigray. Beaucoup sont des éleveurs semi-nomades.

## Langues
Ils parlent le saho, une langue couchitique orientale, dont le nombre de locuteurs est estimé à 213 000. Parmi eux, environ 191 000 ont été dénombrés en Érythrée en 2006 et 22 800 lors du recensement de 1994 en Éthiopie. L'afar, le tigré et le tigrigna sont également utilisés.
Selon des analyses linguistiques, le groupe qui a donné les Saho aurait quitté le Sud de l'Éthiopie actuelle au début de notre ère. Il aurait ensuite divergé des Afars.

## Religions
La majorité (80 %) de la population est musulmane, cependant les Irob (ou Erob) – l'un des sous-groupes – sont chrétiens.